# Chlorissa gelida
Chlorissa gelida là một loài bướm đêm trong họ Geometridae.